# 라퍼스빌성
라퍼스빌성(독일어: Schloss Rapperswil)은 13세기 초반에 이전 독립 도시인 라퍼스빌에 있는 라퍼스빌 가문에 의해 지어진 성이다.
그것은 각각 스위스의 장크트갈렌주의 라퍼스빌-요나 지자체인 라퍼스빌의 서부 오버제 호숫가인 취리히제 동부에 위치한다. 1870년부터 이 성은 성의 임차인이자 복원자인 블라디슬라프 브뢰엘-플라터 백작을 포함하여 폴란드 망명자들에 의해 설립된 폴란드 국립 박물관의 본거지였다. 라퍼스빌성과 박물관은 스위스 국가 및 지역 중요문화재 목록에 A급 국가 중요 유물로 등재되어 있다.

## 지리
라퍼스빌 시의 중세 알트슈타트는 성이 지어진 동쪽의 각각에 있는 린덴호프 언덕이라고 불리는 반도의 긴 바위 언덕 꼭대기에 자리잡고 있는 성이 지배하고 있다. 그 성은 취리히 호수와 북서부 제담 지역의 상층부에 둘러싸여 있다. 그리하여 성은 잘 보호되었고, 라퍼스빌의 옛 마을을 지배했으며, 발렌제와 취리히 호수 사이의 가장 좁은 부분뿐만 아니라 롬바르디아와 취리히 사이의 중세 고트하르트 고개 경로와 아인지델른 수도원으로 가는 야콥스베크(성 제임스의 길)를 통제했다.
이 성은 현재의 묘지 예배당과 슈타트파르키르헤 라퍼스빌 옆에 위치해 있으며, 동쪽에는 오늘날의 슈타트무제움 라퍼스빌과 같은 작은 옛 성이 인접해 있다.

## 역사
라퍼스빌성은 1200년에서 1220년경으로 거슬러 올라가며, 1229년 뤼티 수도원이 설립될 때 처음 언급되었다. 이전 위치 엔딩엔(아인지델른 수도원에서 제공)의 성과 요새는 라퍼스빌의 귀족이 호수를 가로질러 알텐도르프(알트-라퍼스빌)에서 다른 곳으로 이동할 때 루돌프 2세 백작과 그의 아들 루돌프 3세 폰 라퍼스빌에 의해 건설되었다.